# Státní znak Rakouska-Uherska

Státní znak Rakousko-Uherska v letech 1915-1918

Rakousko-Uhersko používalo v letech 1867–1918 dva státní znaky, jimiž byly malý státní znak a velký státní znak. 

## Státní znaky (1867–1915)
Malý státní znak, používaný už jako znak Rakouského císařství od roku 1815, tvořil černý třikrát korunovaný orel (2 koruny arcivévodské a 1 císařská) se zlatou zbrojí, jež nesl na hrudi znak dynastie lotrinsko-habsburské, kolem kterého byl obtočen Řád zlatého rouna. V heraldicky pravém pařátu nesl orel meč a žezlo, v levém pařátu říšské jablko.
Střední státní znak měl kolem znaku vládnoucí dynastie lotrinsko-habsburské obtočeny kromě Řádu zlatého rouna další řády a to; Císařský řád Leopoldův, Královský uherský řád sv. Štěpána a Vojenský řád Marie Terezie. Orel měl po sobě rozmístěné znaky jednotlivých korunních zemí Rakousko-Uherska; Na levém křídle jsou odshora dolů tyto znaky: Království uherské, Království haličsko-vladiměřské, Arcivévodství Dolní Rakousy. Na pravém křídle jsou odshora dolů tyto znaky: Království české, Království illyrské, Velkoknížectví sedmihradské. Na ocasních perech jsou odleva doprava tyto znaky: Vévodství salcburské, Vévodství štýrské, Okněžné hrabství tyrolské, půlený znak: v levé polovině Vévodství korutanské a v pravé polovině Vévodství kraňské, půlený znak: v levé polovině Markrabství moravské a v pravé polovině Vévodství slezské. 

Malý státní znak
Střední státní znak

## Státní znaky (1915–1918)
Malý státní znak tvořily znaky Rakouska a Uherska spolu se znakem vládnoucí Lotrinsko-habsburské dynastie. Znak Rakouska (Předlitavska) tvořil černý orel se zlatou zbrojí nesoucí v heraldicky pravém pařátu meč a žezlo, v levém pařátu říšské jablko na žlutém štítu. Znakem Uherska (Zalitavska) byl samotný malý znak Uherska (dnešní znak Maďarska) avšak s přidaným znakem Chorvatska do paty štítu. Mezi těmito oběma hlavními znaky byl malý znak vládnoucí dynastie lotrinsko-habsburské obtočený Řádem zlatého rouna. V dolní části znaku je stuha s heslem INDIVISIBILITER AC INSEPARABILITER.
Střední státní znak tvořily znaky Rakouska a Uherska spolu se znakem vládnoucí Lotrinsko-habsburské dynastie. Znak Rakouska měl žlutý štít, na němž byl černý orel se zlatou zbrojí nesoucí v heraldicky pravém pařátu meč a žezlo, v levém pařátu říšské jablko. Orel měl na prsou štít nesoucí znaky všech korunních zemí Rakouska-Uherska. Nad znakem byla rakouská císařská koruna. Znak Uherska měl dva štíty. Zadní štít byl rozdělen na pět polí, v každém z nich byl znak zastupující jednu ze zemí Uherska – Dalmácie, Slavonie, Chorvatska, Sedmihradska, Bosny a Rijeky. 
Před štítem položeným do středu znaku byl samotný Malý znak Uherska (dnešní znak Maďarska). Nad znakem stála Svatoštěpánská koruna. Mezi těmito oběma znaky byl malý znak vládnoucí Lotrinsko-habsburské dynastie obtočený (odshora dolů) těmito řády: Řád zlatého rouna, Vojenský řád Marie Terezie, Královský uherský řád sv. Štěpána a Císařský řád Leopoldův. Nad znakem byla arcivévodská koruna. Zpoza hlavních štítů znaku vychází zlatá ratolest, kterou ve spodní část obtáčí stuha s heslem INDIVISIBILITER AC INSEPARABILITER. Heraldicky pravým štítonošem, držícím znak Rakouska, byl gryf a levým, držící znak Uherska, byl uherský anděl v bílém oděvu. 

Malý státní znak
Velký státní znak

## Znaky Rakouska a Uherska

### Rakousko (Předlitavsko)

Malý znak Rakouska v rámci Rakouska-Uherska po roce 1915
Velký znak Rakouska v rámci Rakouska-Uherska v letech 1915 - 1918

### Uhersko (Zalitavsko)

Malý znak Uherska v letech 1867 - 1915 a současný státní znak Maďarska
Malý znak Uherska v letech 1915 - 1918
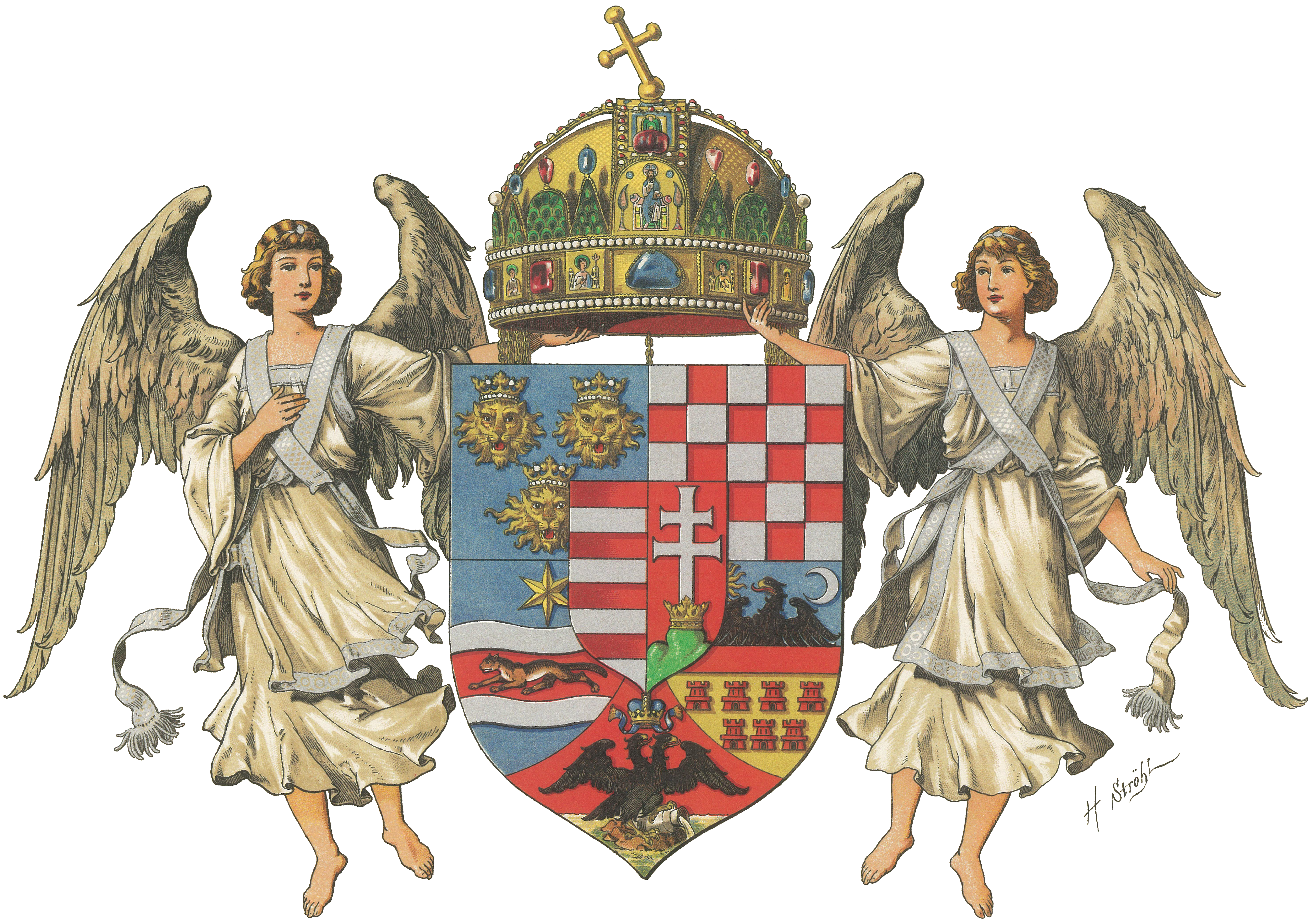
Velký znak Uherska v rámci Rakouska-Uherska do roku 1915
Velký znak Uherska v rámci Rakouska-Uherska v letech 1915 - 1918

#### Znaky korunních zemí

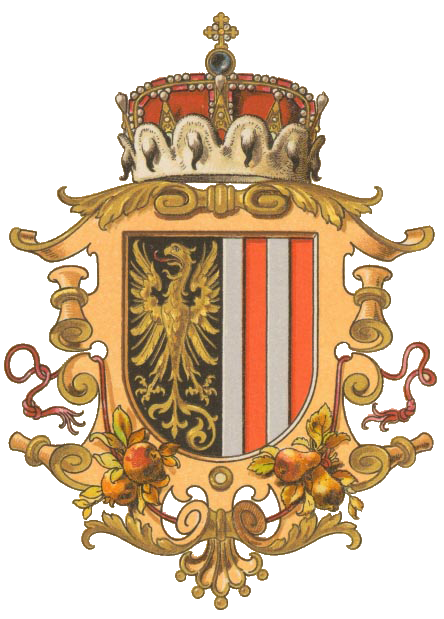
Arcivévodství Rakousy nad Enží
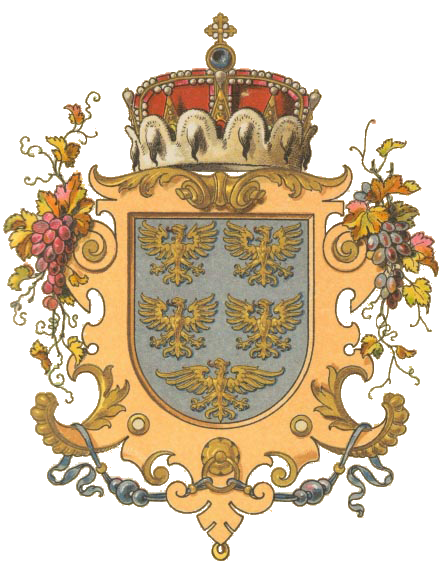
Arcivévodství Rakousy pod Enží
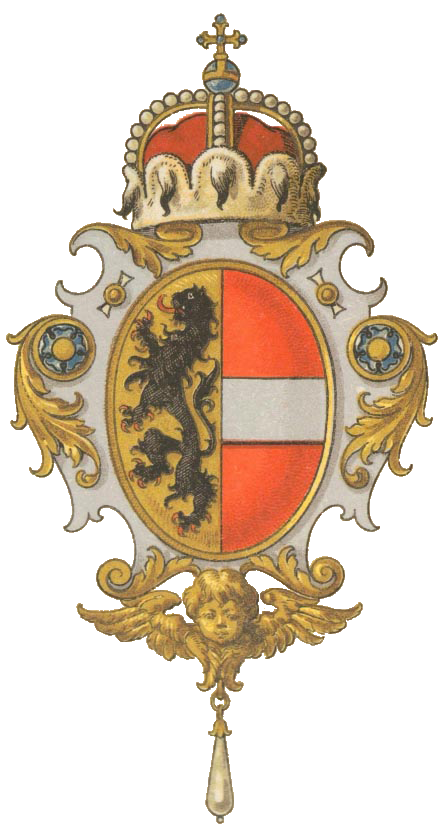
Vévodství Salzburg
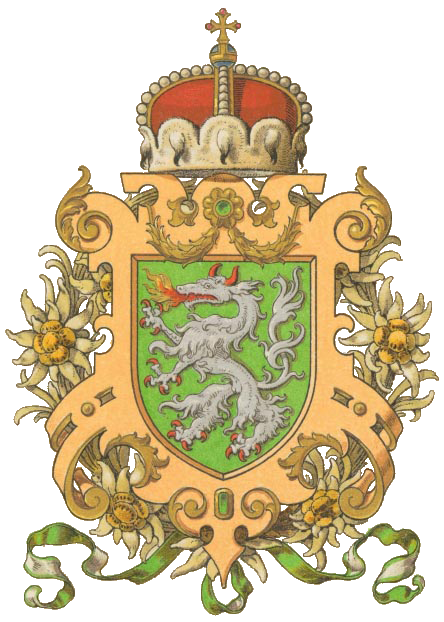
Vévodství Štýrské
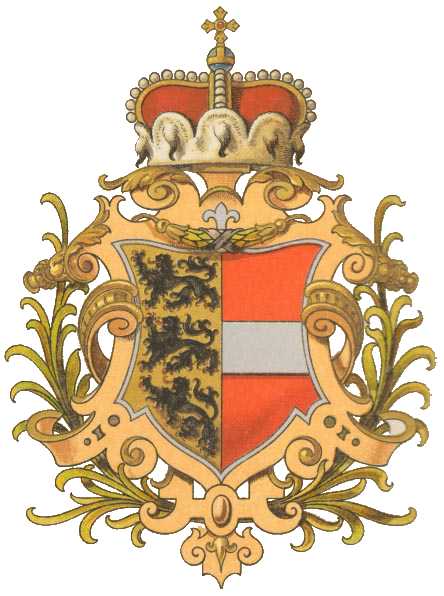
Vévodství Korutanské
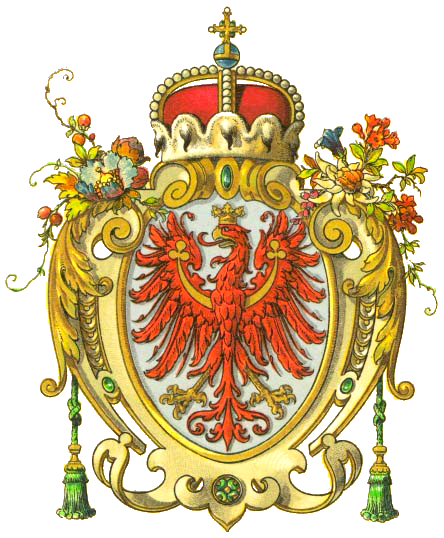
Okněžněné hrabství Tyroly
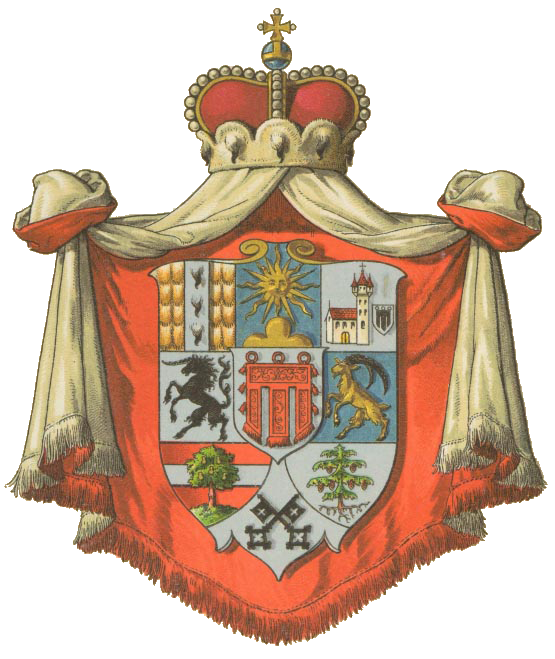
Voralbersko
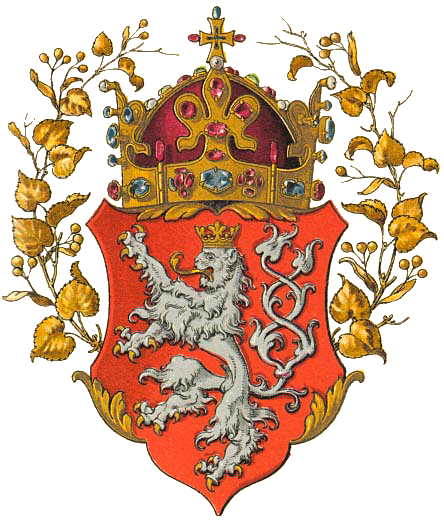
Království české
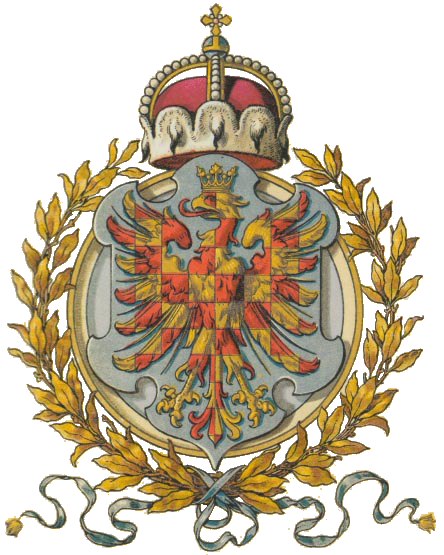
Markrabství moravské
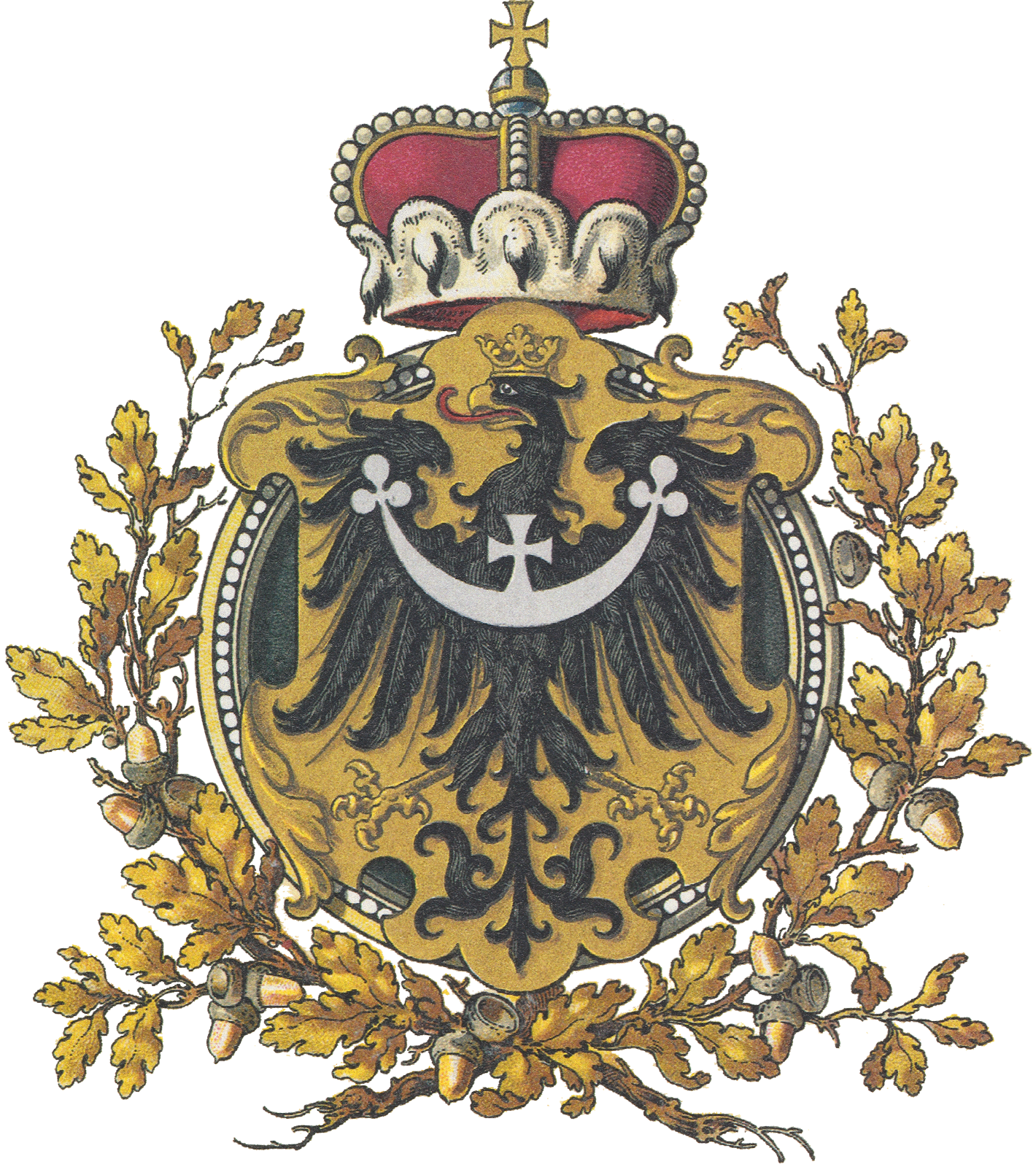
Vévodství Horní a Dolní Slezsko
Vévodství Bukovina
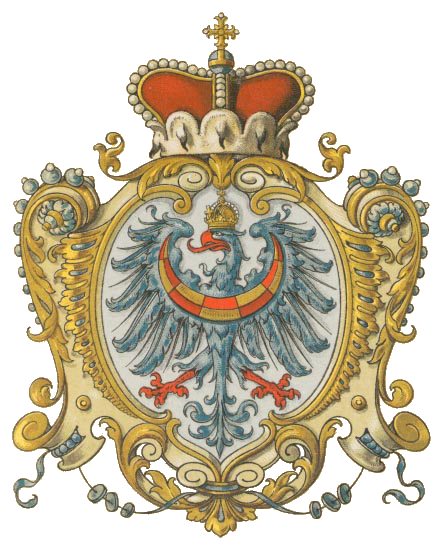
Vévodství Kraňské
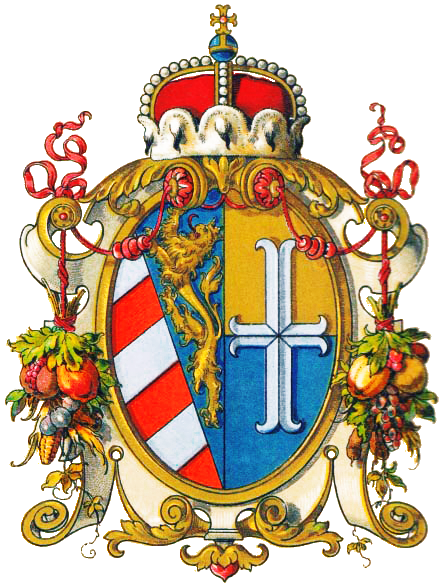
Okněžněné hrabství Gorice a Gradiška
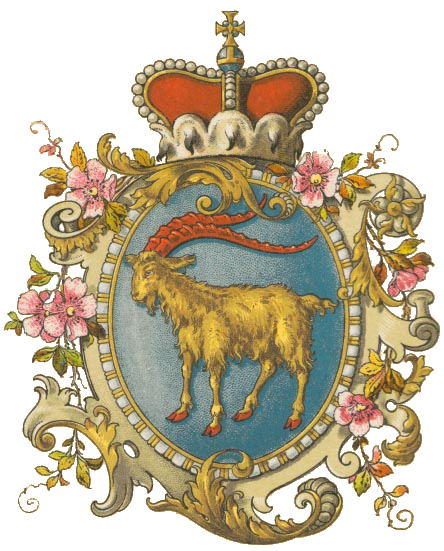
Markrabství Istrie
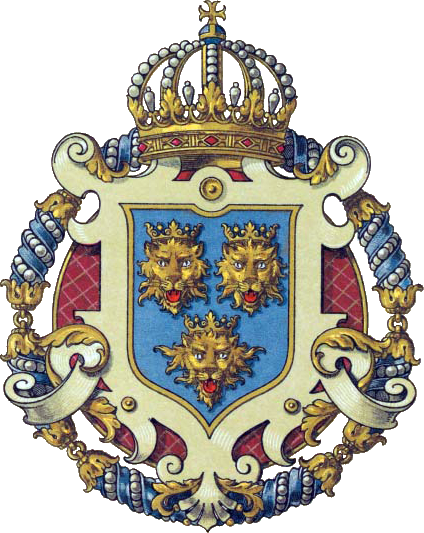
Království Dalmátské
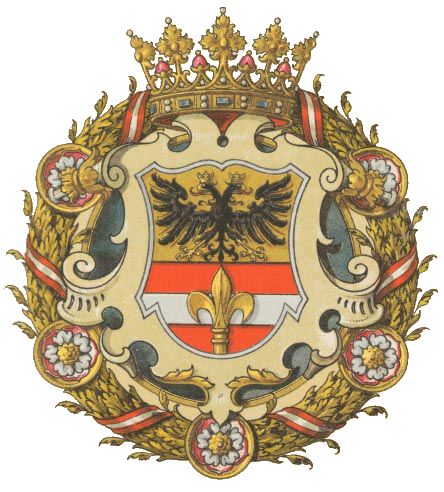
Terst
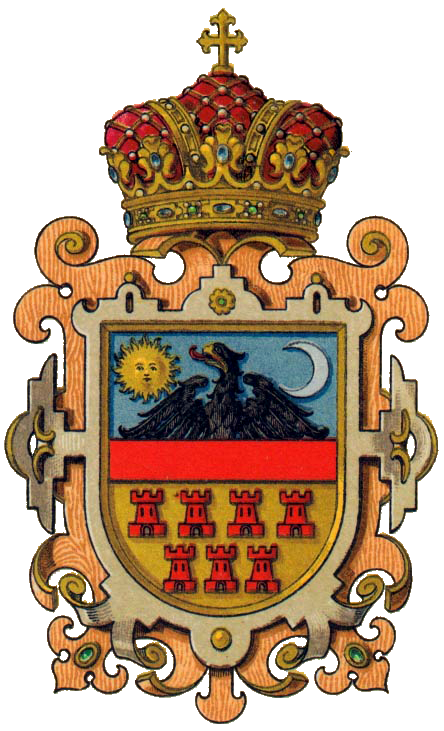
Velkovévodství Sedmihradsko
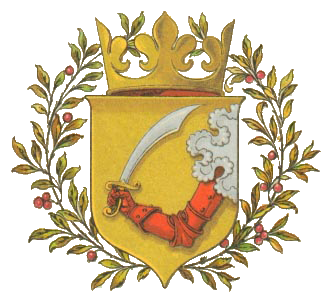
Bosna a Hercegovina
Ilyrie
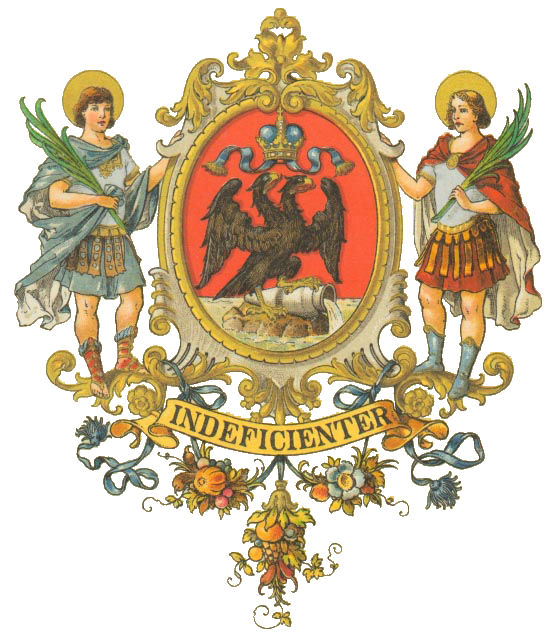
Rijeka
Království haličsko-vladiměřičské
Království Chorvatsko-Slavonské
Samostatný znak Vladiměřičského království
Samostatný znak Slavonského království
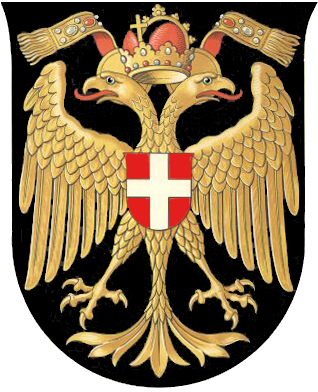
Sídelní město Vídeň